# Шемайтис, Артур Ионосович
Артур Ионосович Шемайтис (род. 1967) — российский военачальник, генерал-майор, заместитель командующего войсками Восточного военного округа по боевой подготовке.

## Образование
- Ленинградское высшее военное общевойсковое командное училище им. С. М. Кирова (1988)
- Общевойсковая академия Вооружённых Сил Российской Федерации (2008)

## Военная служба
Родился в 1967 году.
На службе в Вооружённых силах СССР с 1984 года. В 1988 году окончил Ленинградское высшее военное общевойсковое командное училище им. С. М. Кирова.
С 1988 по 2006 год проходил службу на различных должностях в Вооружённых силах СССР (с 1991 года ВС РФ) в Центральной группе войск в Чехословакии, Московском и Дальневосточном военных округах.
С 2006 по 2008 год — слушатель Общевойсковой академии Вооружённых Сил Российской Федерации.
С 2008 по 2011 год — командир 34-й отдельной мотострелковой (горной) бригады в Северо-Кавказском военном округе (в/ч 01485) станица Сторожевая-2 (Карачаево-Черкесия).
Указом Президента РФ от 11 июня 2011 года № 744 присвоено воинское звание «генерал-майор».
С 7 июля 2011 по 15 января 2014 года — командир 74-й отдельной гвардейской мотострелковой бригады 41-й общевойсковой армии Центрального военного округа г. Юрга (Кемеровская область). По итогам 2013 года соединение заняло первое место в Центральном военном округе, за что командир получил почётный кубок командующего войсками Центрального военного округа из рук генерал-полковника Николая Богдановского.
С 2014 по 2018 год — заместитель командующего 2-й гвардейской общевойсковой армии Центрального военного округа (г. Самара).
С 2017 по 2018 год — командующий группировкой войск «Саламия». По данным Федерального агентства новостей (ФАН) группировка войск «Саламия» участвовала в наступательной операции против боевиков «Исламского государства» (запрещённого на территории РФ) в районе Акербата в восточной части провинции Хама. Операция началась 1 июля 2017 года. По данным заведующего кафедрой политологии и социологии Российского Экономического Университета им. Г. В. Плеханова, полковник запаса Андрея Кошкина, освобождение Акербата, его зачистка от боевиков позволит существенно обезопасить сразу два стратегически значимых района — газовые и нефтяные поля Пальмиры, а также магистраль Алеппо — Ханассер — Итрия — Саламия — Хама:
«Акербат обеспечивает боевикам ИГ определенную связь с Пальмирой. В обоих районах, кроме того, находится довольно приличное количество террористов. Расчленение группировки позволит в значительной степени ослабить отряды ИГИЛ, которые находятся под Пальмирой, и, конечно же, обезопасить «дорогу жизни». Угроза со стороны террористов в регионе будет только нарастать, если боевиков не оттеснять с этих территорий».
Также занимался планированием операции по освобождению провинции Идлиб от бандформирований.
С 2018 года — заместитель командующего войсками Восточного военного округа по боевой подготовке.

## Инциденты
Во время командования 74-й отдельной гвардейской мотострелковой бригады, в Кузбассе в Юргинском военном гарнизоне умер военнослужащий. Причины смерти солдата пока официально не названы. По одной из версий, смерть военнослужащего наступила от вирусного заболевания. По факту смерти солдата начата проверка. Как сообщил военный прокурор Юргинского гарнизона Александр Шапанов:
я не могу назвать причину смерти военнослужащего по призыву, это еще предмет исследования. Сейчас проводится проверка: причины, условия и так далее. И прокуратура и следственные органы начали проверку"
Добавим, что именно в районе Юрги во время аномальных холодов недавно проходили войсковые испытания новой полевой формы для российской армии. Новый комплект шьётся в Санкт-Петербурге и состоит из семи слоёв — от исподнего до самой тёплой куртки. Всего в комплекте 13 наименований. Стоимость обмундирования российского солдата в зависимости от комплекта — от 40 до 70 тысяч рублей. По результатам экспериментальной носки в подразделениях спецназа и ВДВ, отклики были положительные.
В мае 2010 года, одна из военнослужащих 34-й отдельной мотострелковой (горной) бригады Куршубадзе Донари Тамазовна, обратилась с письмом к Президенту РФ Дмитрию Медведеву, о её несправедливом увольнении из Вооружённых сил Российской Федерации, за несоблюдение условий контракта о прохождении военной службы. Донари Куршубадзе обвиняет командира бригады Полковника Артура Шемайтиса в расистских высказываниях в её адрес, хамское и оскорбительное поведение со стороны командира бригады:
Не ожидав такого поворота событий, искренне не доумевая и не понимая причин такого решения, я попыталась разузнать подробности дела у коммандира бригады Шемайтис Артура Ионосовича. Внятного, обоснованого ответа мне получить не удалось, а вот хамства и грубости было предостаточно. Особо меня задела фраза о том, что если я из Грузии, то и жить мне только там.При этом все лица славянской национальности не сдавшие нормативы остались служить дальше, без всяких на то последствий. Я не исключаю, что после того, как я сообщила командованию, что буду обращаться за защитой своих прав в суд, ведомости по сдачи проверки бригады в части, будут резко отличаться от тех ведомостей, которые находятся в округе. Мне явно дают понять, что мое увольнение связано именно с моей национальностью.

## Награды
- Орден «За заслуги перед Отечеством» 3 степени с мечами[12]
- Орден «За заслуги перед Отечеством» 4 степени[12]
- Орден Мужества[12]
- Орден «За военные заслуги»[12]
- Медаль «За боевые заслуги»[12]
- Медаль «За отличие в воинской службе» 2 степени[12]
- Медаль «В память 850-летия Москвы»[12]
- Медаль «70 лет Вооружённых Сил СССР»[12]
- Ведомственные награды Министерства обороны РФ, МЧС и МВД России[12].
- Награда Кемеровской области[13]